# Моисеев, Степан Андреевич
Степан Андреевич Моисеев (1812—1890) — русский мореплаватель, исследователь Балтийского моря и Арктики, генерал.

## Ранние годы (1812—1830)
Родился в 1812 году в Санкт-Петербургской губернии, в семье офицера. С 1828 по 1829 год, во время учёбы в Балтийском штурманском училище, принимал участие в военных действиях против Турции в Эгейском и Мраморном морях, а затем в 1830 году вместе с эскадрой Михаила Лазарева путешествует по Европе и возвращается в Кронштадт.

## Экспедиционная деятельность (1831—1883)
В 1831—1833 годах принимал участие в составлении карт шхер юго-западного побережья Финляндии в экспедиции Михаила Рейнеке. В 1833 году получил диплом штурмана и в 1834—1836 годах участвовал в кругосветном плавании под командованием генерал-лейтенанта Ивана Ивановича Шанца на корабле «Америка», посетив Камчатку и Русскую Америку.
С 1838 по 1839 год он командовал шхуной «Шпицберген» в гидрографической экспедиции Августа Карловича Цивольки на Новую Землю. После смерти Цивольки 16 марта 1839 года Моисеев возглавил экспедицию и исследовал западное побережье Новой Земли в районе Крестовской губы (74°06′ с. ш. 55°35′ в. д.), достигнув вершины бухты и доказав, что нет никакой связи с Заливом Незнаемым на восточном побережье. Отчеты экспедиции публиковались под названием: «Дневные записки, веденные на Новой Земле» («Записки Гидрографического департамента», тт. III и IV). Затем он провел гидрографические исследования в южной части Карского моря.
В 1840—1844 годах в качестве подпоручика, а затем поручика он снова выполнил картографирование шхер вдоль побережья Финляндии и Аландских островов.
В 1861 году, уже в качестве полковника, он провел предварительные исследования Обской губы для организации дальнейших гидрографических работ. В 1879 году он снова проводил разведывательные работы в устье Оби, а в 1880—1881 годах возглавил правительственную экспедицию, которая проводила детальные гидрографические исследования Обской губы и низовья Оби.

## Последующие годы (1884—1890)
С 1884 г. он ушел в отставку в звании генерал-майора. Умер в 1890 в Петербурге и похоронен на Смоленском кладбище.

## Память
Его именем названы:
- Мыс Моисеева (72°29′ с. ш. 52°47′ в. д.HGЯO), на западном побережье Южный острова на Новой Земле;
- Остров Моисеева (76°20′ с. ш. 96°09′ в. д.HGЯO) в Карском море, Архипелаг Норденшельда;
- Горный массив Моисеева (73°17′ с. ш. 52°37′ в. д.HGЯO), в самой северной части Южного острова Новой Земли.